# Tsukasa Yoshida
Tsukasa Yoshida (芳田 司?, Yoshida Tsukasa; Kyoto, 5 ottobre 1995) è una judoka giapponese.

## Palmarès
- Giochi olimpici

Tokyo 2020: bronzo nei 57 kg.
- Mondiali

Budapest 2017: oro nella gara a squadre e argento nei 57 kg.
Baku 2018: oro nei 57 kg e nella gara a squadre.
Tokyo 2019: oro nella gara a squadre e argento nei 57 kg.
- Campionati asiatici

Hong Kong 2017: oro nei 57 kg e nella gara a squadre.
- Campionati asiatici juniores

Taipei 2012: oro nei 57 kg.
- Mondiali cadetti

Kiev 2011: bronzo nei 57 kg.

### Vittorie nel circuito IJF
| Data             | Località   | Paese       | Categoria     |
| ---------------- | ---------- | ----------- | ------------- |
| 18 luglio 2015   | Tjumen'    | Russia      | Grand Slam    |
| 4 dicembre 2015  | Tokyo      | Giappone    | Grand Slam    |
| 6 maggio 2016    | Baku       | Azerbaigian | Grand Slam    |
| 16 luglio 2016   | Tjumen'    | Russia      | Grand Slam    |
| 2 dicembre 2016  | Tokyo      | Giappone    | Grand Slam    |
| 2 dicembre 2017  | Tokyo      | Giappone    | Grand Slam    |
| 15 dicembre 2018 | Canton     | Cina        | World Masters |
| 22 febbraio 2019 | Düsseldorf | Germania    | Grand Slam    |